# Église Saint-Stefan-Dečanski de Vilovo
Pour les articles homonymes, voir Église Saint-Stefan-Dečanski.
L'église Saint-Stefan-Dečanski de Vilovo (en serbe cyrillique : Црква Великомученика Стефана Дечанског у Вилову ; en serbe latin : Crkva Velikomučenika Stefana Dečanskog u Vilovu) est une église orthodoxe serbe située à Vilovo, dans la province de Voïvodine, dans le district de Bačka méridionale et dans la municipalité de Titel en Serbie. Elle est inscrite sur la liste des monuments culturels d'importance exceptionnelle de la république de Serbie (identifiant no SK 1211).

## Présentation
L'église, dédiée à saint Stefan Dečanski, un roi serbe du XIVe siècle, a été construite en 1806 dans un style néo-classique, à l'emplacement d'un autre édifice érigé en 1745. La façade occidentale, dominée par un clocher, présente une décoration relativement simple, avec une alternance de formes rectangulaires et demi-circulaires.
L'intérêt majeur de l'église tient à son iconostase qui provient d'un autre édifice. Elle a été peinte en 1752 par Stefan Tenecki, originaire d'Arad, dont elle constitue la première œuvre datée. L'artiste s'y montre influencé par la peinture occidentale,, notamment baroque, à une époque où la peinture était encore soumise aux canons de l'art byzantin. Cette nouvelle manière de peindre est particulièrement sensible dans les représentations de la Mère de Dieu et de Saint-Nicolas et, plus généralement, dans le traitement des couleurs, des drapés et des corps, qui révèle une connaissance certaine de l'anatomie.